# Hasselsee
Der Hasselsee ist ein künstliches Stillgewässer in der Gemeinde Babenhausen im Landkreis Darmstadt-Dieburg in Hessen.

## Geographie
Der Hasselsee ist maximal circa 1300 m lang und maximal circa 450 m breit, seine Wasserfläche beträgt circa 25 ha. 
Der Umfang beträgt circa 4 km.
Gespeist wird der See durch Grundwasser und Regenwasser.
Der See ist aus einem Baggersee entstanden.
Der Hasselsee befindet sich überwiegend auf der Gemarkung von Harreshausen. 
Harreshausen ist ein Stadtteil von Babenhausen.
Der See grenzt direkt an die bebaute Fläche von Babenhausen und an die Bundesstraße 26.
Am Nordufer befindet sich die Bahnstrecke Darmstadt–Aschaffenburg.

## Etymologie
- Babenhausen: Der Hassel
- Harreshausen: Auf die Hassel

Zu althochdeutsch hasal, hasala und mittelhochdeutsch Hasel, Haselnuss (Corylus avellana).